# Tom's Window Manager
Con il termine twm nell'ambito dell'informatica si identifica il Tom's Window Manager, quindi diventato Tab Window Manager e successivamente Timeless Windows Manager: è in pratica il window manager standard per X Window System.
Suoi punti di forza sono l'estrema leggerezza e semplicità.
TWM è stato un importante passo avanti a suo tempo, ma è stato ampiamente superato da altri window manager. Partendo dal suo codice sono stati inoltre sviluppati altri window manager come vtwm, tvtwm, CTW, FVWM e i loro derivati.
Anche se è ormai obsoleto, è ancora una possibile e valida alternativa per computer troppo carenti, in termini di dotazione RAM, per riuscire ad eseguire con successo un window manager moderno.